# Kim Jun-ho
Kim Jun-ho (n. 26 mai 1994, Hwaseong, Coreea de Sud) este un scrimer sud-coreean, medaliat olimpic. A participat la o ediție a Jocurilor Olimpice (2020) în care a câștigat o medalie de aur.

## Participări
Lista de mai jos prezintă principalele competiții la care a participat Kim Jun-ho de-a lungul carierei.
- Sabie masculin pe echipe la Jocurile Olimpice de vară din 2020[1]